# Bergalith
Bergalith ist in der Petrologie die Bezeichnung für ein basisches Ganggestein, welches durch einen hohen Gehalt des Minerals Melilith gekennzeichnet ist.

## Herkunft der Bezeichnung
Der Name geht auf den Ort Oberbergen im Kaiserstuhl zurück. Er wurde von dem Erstbeschreiber des Gesteins, dem deutschen Geologen Julius Soellner, geprägt.

## Beschreibung
Makroskopisch ist Bergalith im frischen Zustand ein tief dunkelgraues bis fast schwarzes Gestein von scheinbar aphanitischer Struktur, das mit Basalt verwechselt werden könnte. Bei der Verwitterung wechselt die Farbe zu helleren Grautönen, und es werden häufig die Bruchflächen der Kristalle von Haüyn sichtbar, so dass eine porphyrische Struktur zutage tritt.
Mikroskopisch tritt Melilith als leistenförmiges, meist nicht frisch erhaltenes Mineral in den Vordergrund; dazu kommen Nephelin, Apatit, Biotit, Perowskit, Magnetit und Calcit. Letzterer kann auch als primäre, magmatische Bildung auftreten. Pyroxen ist selten. Die Grundmasse kann glasige Anteile aufweisen.

## Erforschungsgeschichte und Klassifikation
Die erste Beschreibung des Gesteins lieferte Soellner im Jahre 1913 anhand von Proben aus sieben verschiedenen Gängen bei Oberbergen. Er nannte folgende Zahlenwerte für die quantitativen Anteile der Mineralphasen: 30–40 % Melilith, 20 % Haüyn, 10 % Nephelin, 10–15 % Biotit, 3 % Perowskit, 3 % Magnetit, 1 % Apatit, der Rest Glas. Basierend auf diesen Ergebnissen definierte er den Bergalith als ein „nur in Gangform auftretendes, porphyrisches, SiO2-armes, feldspatfreies und ebenso olivin- und pyroxenfreies Gestein, das durch die Mineralkombination Melilith, Haüyn, Nephelin, Biotit, Perowskit und Magnetit bei wechselndem Glasgehalt“ gekennzeichnet ist. Er stellte eine Ähnlichkeit zwischen seinem neuen Gestein und den bekannten Ganggesteinen Polzenit und Alnöit fest, verwies jedoch darauf, dass diese Gesteine regelmäßig olivin- bzw. pyroxenführend seien, was beim Bergalith nicht der Fall sei.
Der Petrograph Wolfhard Wimmenauer ordnete den Bergalith unter den magmatischen Gesteinen in die Gruppe der „Melilithgesteine, Kimberlite, Meimechite und verwandte Gesteine“ ebenfalls in unmittelbarer Nachbarschaft zu Polzenit bzw. Alnöit ein. Er verwies zudem auf enge Beziehungen dieser Gesteinsgruppen zu den Karbonatiten, die im Bergalith unter anderem durch die Anwesenheit primär magmatischer Karbonate bestätigt wird.
Gemäß der aktuellen Klassifikation der Magmatite der IUGS stellen Gesteine mit einem Modalanteil von mehr als 10 % Melilith eine eigene Gesteinsgruppe dar, die nicht im Streckeisendiagramm repräsentiert sind, sondern nach eigenen Nomenklaturregeln benannt werden. Diese Regeln kennen allerdings den Begriff „Bergalith“ nicht. Im Glossar wird dagegen festgehalten, dass der Name Bergalith eine Lokalbezeichnung für einen dem Alnöit verwandten Lamprophyr darstelle und dass das zugehörige Gestein auch als „Haüyn-Melilithit“ umschrieben werden könne.